# Château de Pouilly-sur-Saône
 (avril 2023).
Si vous disposez d'ouvrages ou d'articles de référence ou si vous connaissez des sites web de qualité traitant du thème abordé ici, merci de compléter l'article en donnant les références utiles à sa vérifiabilité et en les liant à la section « Notes et références ».
 (avril 2023).
- Si vous ne connaissez pas le sujet, laissez ce bandeau (vous pouvez alors contacter les auteurs).
- Si vous supprimez le contenu mis en cause (vous pouvez préalablement contacter les auteurs),

argumentez précisément cette suppression dans la page de discussion
(un manque de référence n'est pas un argument ; une recherche réelle de référence doit avoir été effectuée, être formellement documentée).
Le château de Pouilly-sur-Saône est un château  moderne situé à Pouilly-sur-Saône (Côte-dOr) en Bourgogne-Franche-Comté.

## Localisation
Le château est situé au nord de la ville, sur le bord de la Saône, à 300 mètres au sud de l'église.

## Historique
Dès le IXe siècle une forteresse des ducs de Bourgogne est identifiée à Pouilly. Celle-ci passe par mariage dans la maison de Vienne en 1250. Vers 1290  Philippe de Vienne la donne à sa mère Alaïs, comtesse de Vienne. En 1311, Hugues V l’achète à dame Alix de Frôlois. En 1596 le château est fortifié par ordre du duc de Biron pour arrêter les exactions du capitaine La Fortune, commandant à Seurre mais deux ans plus tard Henri IV en ordonne la démolition. En 1720, le château est reconstruit par l’architecte Vital de Langrené à la demande d’Aimé-François Gagne de Perrigny[réf. souhaitée].
En 1796, quand il est vendu à Nicolas Guillaume Basire, c'est un bâtiment en briques presque neuf de cent pieds de long sur vingt-sept de large composé d’un rez de chaussée et un premier étage avec grenier, une cave et une cuisine. L’ensemble est desservi par un vestibule avec plusieurs chambres à cheminées. Une terrasse donnant sur la Saône est retenue par un mur de soutènement avec deux tourelles à chaque angle. À l’est, en face de la maison, deux bâtiments en briques servent de remises, écuries et logement du garde[réf. souhaitée].
En 1809 Jean-Baptiste Mollerat, oncle de Gustave Eiffel y transfère son usine de distillation du bois, érigeant de hautes cheminées[réf. souhaitée]. 
En 1855, on compte 360 salariés. L'usine produit de l’acétate de plomb, du carbonate de soude, du vinaigre de bois, une peinture anti rouille appelée "vert Mollerat" et du sucre de pomme de terre. L’usine tombe en faillite et le château est loué en 1881 à Émile Jacob qui commence à le restaurer en 1910, transformant les écuries en chapelle. Grâce à cette fabrique de céramique, la population de Pouilly passe de 649 habitants en 1830 à 945 en 1901. Une coopérative ouvrière et une société de tir et de gymnastique, les «Francs-Tireurs de la Saône» sont fondées en 1908. L’usine ferme au début des années 1970, entraînant la disparition de 120 emplois. Il en reste quelques bâtiments dominés par trois cheminées.

## Architecture
Le château de Pouilly se présente comme un ensemble constitué de plusieurs bâtiments autour d'une cour rectangulaire. Le bâtiment principal, qui ferme la cour du côté du fleuve au nord, date de 1720. Du côté du fleuve il s’ouvre sur une vaste terrasse garnie au nord de deux tourelles de briques de la même époque. Ces éléments sont les seuls à subsister, les autres ayant disparu au cours du XIXe siècle. La chapelle et les autres bâtiments sont postérieurs à 1824. Le château et son parc sont remis en état à partir de 1910[réf. souhaitée].
Le château est recensé aux monuments historiques.